# Veliki Koren
Veliki Koren – wieś w Słowenii, w gminie Krško. W 2018 roku pozostawała niezamieszkana.